# Anne Dorthe Tanderup
Anne Dorthe Tanderup (Aarhus, 24 de abril de 1972) es una exjugadora de balonmano danesa, campeona olímpica y campeona mundial.

## Trayectoria
La carrera de Tanderup como jugadora de balonmano comenzó en el equipo juvenil del Brabrand IF. Poco después de incorporarse al conjunto sénior, jugó una temporada con el Hypobank Samsung (posteriormente renombrado como Hypo Niederösterreich), campeón de la liga austriaca, con el que conquistó tanto el campeonato liguero como la Liga de Campeones.
Tras esa única temporada en Austria, regresó a Dinamarca, donde desarrolló el resto de su carrera en el Viborg HK. Con este club, obtuvo el Campeonato Danés en cuatro ocasiones consecutivas, logró tres títulos de la Copa Danesa y se proclamó campeona de la Copa EHF en 1994. En 1997 alcanzó la final de la Liga de Campeones con el Viborg HK, aunque el equipo fue derrotado por el Mar Valencia.
Tanderup recibió la medalla de oro en los Juegos Olímpicos de Verano de 1996 como integrante de la selección nacional de Dinamarca, se proclamó campeona del mundo en el Campeonato Mundial de 1997 y fue campeona de Europa en dos ocasiones.
Durante su carrera deportiva, Tanderup sufrió varias lesiones en la rodilla. Finalmente, con 25 años de edad, su trayectoria como jugadora de balonmano llegó a un abrupto final durante el Campeonato Mundial de 1997, al sufrir una grave lesión de rodilla que le provocó dolor crónico desde entonces.

### Clubes
- 1990–1991:  Brabrand IF
- 1991–1992:  Hypobank Samsung
- 1992–1998:  Viborg HK

## Vida personal
Tras varios años alejada de la vida pública, en 2008 comenzó estudios en nutrición y en la actualidad ejerce como nutricionista. En su libro Min vej til et sundt liv (en danés: Mi camino hacia una vida saludable), publicado en 2013, relata el cambio de rumbo en su vida tras el final de su carrera deportiva.
Tras varios años alejada del ojo público, en 2008 comenzó a estudiar nutrición  y actualmente trabaja como nutricionista. En su libro “Min vej til et sundt liv” (en danés: “Mi camino hacia una vida saludable”), publicado en 2013, describe el cambio de enfoque en su vida tras el final de su carrera deportiva. 
Está casada con el exciclista profesional danés Bjarne Riis, ganador del Tour de Francia, a quien conoció durante los Juegos Olímpicos de Atlanta de 1996. La pareja reside en Lugano, Suiza, junto a sus cuatro hijos.